# Bejuma
Bejuma – miasto w Wenezueli, w stanie Carabobo, siedziba gminy Bejuma.
Według danych szacunkowych na rok 2011 liczyło 30 913 mieszkańców.